# باركينغ (محطة مترو أنفاق لندن)
باركينغ (بالإنجليزية: Barking)‏ هي إحدى محطات مترو أنفاق لندن. تقع على خط ديستريكت وهامرسميث وسيتي أفتتحت في المنطقة (Zone) رقم 4 أفتتحت في 13 يونيو 1854، 2 يونيو 1902.